# Anal Cunt
Anal Cunt (známý také jako AxCx nebo A.C.) byla americká grindcoreová skupina z města Newton ve státě Massachusetts, která vznikla v roce 1988. Od svého vzniku se v ní vystřídalo mnoho hudebníků. Skupina je známá svým grindcore stylem a kontroverzními texty písní, za celou dobu vydala 8 studiových alb, mnoho minialb (17) a několik kompilačních (5). Dne 11. června 2011 zemřel zakladatel a frontman skupiny Seth Putman a skupina tím ukončila své působení.